# Abanca
A ABANCA Corporación Bancaria é um banco espanhol com sede na Galiza. Foi criado em 2011, como o nome NCG Banco, após a "banização" do banco de poupança Novacaixagalicia. Opera nas comunidades autônomas da Galiza, Astúrias e província de Leão, em outras partes da Espanha e em Portugal, além de escritórios no Reino Unido, França, Suíça, Brasil, Venezuela, Panamá, México e EUA.

## História

### Antecedentes e fundação
Anteriormente, o NCG Banco, que era negociado como Novagalicia Banco, foi criado em setembro de 2011, após o processo de bancárioização do Novacaixagalicia.
Como o antecessor do Novagalicia Banco, o banco de poupança Novacaixagalicia, foi posteriormente socorrido pelo Governo da Espanha, a maioria das ações da empresa era detida pelo programa de resgate Fundo para Reestruturação de Bancos Ordenados (90,57%). A Fundação Novacaixagalicia detém 6,84%, sendo os restantes 2,59% detidos por investidores privados.

### Evo Banco
Em 12 de março de 2012, o NCG Banco começou a operar seus ativos fora da Galiza sob a marca EVO Banco e lançou seu principal produto financeiro, o Cuenta Inteligente. Nas quatro primeiras semanas, o EVO Banco atraiu 8.290 clientes e investimentos no valor de 70 milhões de euros.
Em 9 de setembro de 2013, o Novagalicia Banco anunciou que venderia a divisão EVO Banco para a empresa americana de private equity Apollo Global Management por 60 milhões de euros.

### Venda
Posteriormente, o Novagalicia Banco começou a abrir agências em outras cidades da Espanha com marca própria.
Em 11 de novembro de 2013, o programa de resgate do governo espanhol Fundo para Reestruturação de Bancos Ordenados (FROB) iniciou o processo de privatização do Novagalicia Banco. Depois de analisar seis propostas apresentadas por vários bancos espanhóis, fundos de investimentos e bancos internacionais em 18 de dezembro, o FROB optou por vender sua participação ao Banco Etcheverría, SA, um banco espanhol de propriedade venezuelana, por 1,03 bilhão de euros
A venda foi finalizada em 25 de junho de 2014 quando o Banesco, controladora do Banco Etcheverría, efetuou um pagamento inicial de € 403 milhões. O Banesco pagaria mais € 200 milhões em 30 de junho de 2017 e o pagamento final de € 300 milhões no ano seguinte.

### Reformulação
No dia seguinte, em um evento realizado na capital da Galiza, Santiago de Compostela, o Novagalicia Banco revelou a nova marca do seu banco: ABANCA (de a banca; Galego para "o banco"), uma mudança que entrou em vigor no mesmo dia em todas as agências da região.

### Fusão
Em dezembro de 2014, a empresa anunciou a fusão da NCG Banco com a controladora Banco Echeverria. A empresa mudou seu nome legal para ABANCA Corporación Bancaria e sua sede seria na cidade de Betanzos, na antiga sede do Banco Echeverria.

## Operações

### Quartel general
Abanca tem duas sedes operacionais; o endereço institucional e comercial em Vigo e o endereço social e fiscal em Corunha.

### Em Portugal
Em 27 de março de 2018, o Deutsche Bank anunciou que seus negócios de clientes privados e comerciais em Portugal seriam adquiridos pela Abanca em 11 de junho de 2019.
Em 2024, adquiriu o banco EuroBic e tornou-se no sétimo maior banco em Portugal.

### Carteira de investimentos
| Indústria        | Companhia                         | Percentagem |
| ---------------- | --------------------------------- | ----------- |
| Financeiro       | Ahorro Corporación                | 6,38%       |
| Automotivo       | Grupo Copo                        | 21,1%       |
| Seguros          | Caser                             | 10,31%      |
| Energia          | CLH                               | 5%          |
| Energia          | Eólica Galenova                   | 100%        |
| Comida           | Sogevinus                         | 100%        |
| A infraestrutura | Itinere                           | 23,76%      |
| A infraestrutura | Elecnor                           | 5,05%       |
| Têxtil           | Adolfo Domínguez                  | 5,05%       |
| Têxtil           | Grupo Tavex                       | 5%          |
| Turismo          | NH Hoteles                        | 2,71%       |
| Tecnologia       | Tecnocom                          | 20,05%      |
| Imobiliária      | Quabit                            | 3,19 %%     |
| Construção       | Sacyr Vallehermoso                | 8,65%       |
| Construção       | General de Alquiler de Maquinaria | 4,95%       |
| Transporte       | Transmonbús                       | 33,96%      |
| Construção naval | Naviera Elcano                    | 12%         |